# 루간스크 인민공화국
루간스크 인민공화국(러시아어: Луганская Народная Республика 루간스카야 나로드나야 레스푸블리카[*])은 우크라이나 동남부 지역에서 분리 독립을 선포한 미승인 국가였으며, 현재 러시아에 의해 러시아의 연방주체의 하나로 주장되고 있다. 2014년 4월 27일 우크라이나 친러시위대 수백명이 루한스크 중심가에 모여 '루간스크 인민공화국 주권선언서'를 채택하고 발표하면서 독립을 선언하였으나, 일반적으로 러시아의 괴뢰국으로 간주되었다.
루간스크 인민공화국은 우크라이나 루간스크주 전체를 영토로 주장하며 대부분의 지역을 실효 통치하고 있다. 통치 지역 내에는 210만 명의 주민들이 거주한다. 우크라이나 정부에서는 도네츠크 인민공화국과 루간스크 인민공화국을 테러 조직으로 분류하며, 이들이 장악하고 있는 지역을 크림 자치 공화국·세바스토폴과 함께 러시아에 점령된 지역으로 분류한다. 2022년 2월 21일에는 러시아가 루간스크 인민공화국을 주권국으로 승인했다. 2022년 9월 30일 도네츠크 인민공화국과 함께 러시아 연방으로 공식 합병되었다.

## 역사
2014년 루한스크 반란 와중에, 2014년 4월 27일 우크라이나 친러 시위대 수백명이 루한스크 중심가에 모여 '루간스크 인민 공화국 주권 선언서'를 채택ㆍ발표하면서 독립을 선포한 공화국이다. 그 전신(前身)인 루간스크 의회공화국의 수립운동은 4월 초 실패로 끝났던 바 있다.
우크라이나 과도정부 당국의 경찰 정보에 의하면, 5월 10일(주민투표 하루 전)에 우크라이나군은 루한스크주 영역의 50%의 통제권을 장악하고 있다. 역으로 말하면, 루간스크 인민공화국이 루한스크 주 영역의 절반을 통제하고 있는 상태이다.
남서쪽의 분리독립 선포를 추진하는 도네츠크 인민공화국과 함께 5월 11일에 분리독립 관련 찬반 투표를 실시하였다. 그 결과 81%의 유권자가 참여, 잠정집계 결과 96.2%가 찬성하였다. 12일, 도네츠크와 함께 우크라이나로부터의 독립을 공식 선포하였다.
또한 루간스크 당국자는 러시아 연방의 일부가 되거나, 한편으로 도네츠크와 연합하여 노보로시야를 형성하려는 희망을 밝혔다. 동년 5월 24일에 도네츠크 인민공화국과 함께 노보로시야 연방국이라는 국가 연합을 결성하였으나, 2015년 5월 20일에 해체되었다.
5월 28일, 분리주의 지도자 발레리 볼로토프는 러시아 연방법을 기본으로 한 자체적 법률 체계의 도입을 시작할 것이라고 밝혔다. "올리가르히들이 쓴" 우크라이나의 법률은 부적절하기 때문이라고 한다. 인민공화국 총리 바실리 니키틴은 루간스크 공화국 최고회의 총선거를 9월에 실시할 것이라고 언명(言明)했다.
2014년 6월 18일에는 조지아에서 분리 독립한 미승인 국가인 남오세티야가 루간스크 인민공화국을 독립 국가로 승인했다. 우크라이나 당국은 루간스크 인민 공화국을 "테러 조직"으로 정의(定義)하고 있다. 루한스크 이북 지역은 우크라이나어 사용자가 많은 곳으로, 우크라이나 당국과 지역 자경대가 장악하고 있다. 7월 우크라이나군의 반격으로 루한스크주 영역의 거의 대부분을 잃고 주역의 절반 이하를 장악하고 있으나, 우크라이나 당국은 주 인구의 64.4%(150만여 명)가 루간스크 인민 공화국의 통제 하에 있는 것으로 파악한다. 그것은 반군이 루한스크, 알체우스크, 크라스노돈 등 도시가 집중되고 인구가 밀집한 주의 남부 지역에서 지지를 얻고 있기 때문이다.
2014년 9월 5일에는 우크라이나, 러시아, 유럽 안보 협력 기구, 도네츠크 인민공화국, 루간스크 인민공화국 대표가 벨라루스 민스크에서 돈바스 전쟁의 평화적 해결을 위한 민스크 협정을 체결했다. 이 협정은 우크라이나, 러시아, 유럽 안보 협력 기구 3자 접촉 그룹에 의해 초안이 작성되었고, 프랑스, 독일이 중재하는 노르망디 포맷을 통해 이루어졌다. 2015년 2월 12일에는 우크라이나 정부군과 친러시아 분리주의 반군 간의 휴전, 중화기 철수, 우크라이나의 헌법 개정을 통한 자치권 확대, 우크라이나의 국경 통제권 회복과 같이 협정 이행을 위한 내용을 명시한 제2차 민스크 협정이 체결되었다. 이러한 노력에도 불구하고 돈바스 전쟁은 계속되었다.
2022년 2월 21일에는 러시아의 블라디미르 푸틴 대통령이 도네츠크 인민공화국과 루간스크 인민공화국을 독립 국가로 승인했다. 2022년 2월 25일에는 조지아에서 분리 독립한 미승인 국가인 압하지야가 도네츠크 인민공화국과 루간스크 인민공화국을 독립 국가로 승인했다. 2022년 6월 29일에는 시리아가 루간스크 인민공화국을 주권 국가로 승인했다.
2022년 7월 3일에는 러시아 연방군이 루간스크 인민공화국 군대와 함께 루한스크주 전체를 점령했다. 2022년 7월 13일에는 조선민주주의인민공화국이 루간스크 인민공화국을 주권 국가로 승인했다.

## 정치

#### 역대 국가수반 (2014년 ~ 2022년)
- 발레리 볼로토프 (2014년 5월 18일 ~ 8월 14일)
- 이고리 플로트니츠키 (2014년 8월 14일(권한대행)/11월 4일 ~ 2017년 11월 24일)
- 레오니트 파세치니크 (2017년 11월 24일(권한대행)/2018년 11월 21일 ~ 2022년 9월 30일)

#### 역대 총리 (2014년 ~ 2022년)
- 바실리 니키틴 (2014년 5월 18일 ~ 7월 4일)
- 마라트 바시로프 (2014년 7월 4일 ~ 8월 20일)
- 이고리 플로트니츠키 (2014년 8월 20일 ~ 8월 26일)
- 겐나디 치프칼로프 (2014년 8월 26일 ~ 2015년 12월 26일)
- 세르게이 코즐로프 (2015년 12월 26일 ~ 2022년 9월 30일)

### 의회
"국가회의"는 50석으로 이루어진다. 2014년 5월 18일 알렉세이 카랴킨이 의회 의장으로 선출되었다.
2014년 11월 2일 돈바스 지역 자체선거가 있었다. 선거관리위원장 세르게이 코쟈코프에 따르면, 투표율은 60%를 넘었다. 선거에는 63만명 이상의 유권자가 참여했고, 결과는 11월 3일 발표되었다. 공화국 수장 선거에서는 《루간스크에 평화를》(«Мир Луганщине»)당 소속의 이고르 플로트니츠키 후보가 63.08%의 지지율로 당선되었다. 한편 의회 선거에서는 《루간스크에 평화를》당이 69.2%를, 《루간스크 경제동맹》(«Луганский экономический союз»)당이 22.23%, 《인민동맹》(«Народный союз»)당이 3.85%(원내 진입 실패)를 득표하였다.

## 같이 보기
- 루간스크 남동군
- 도네츠크 인민공화국
- 2014년 우크라이나 친러시아 시위
- 파벨 구바레프
- 도네츠크-크리보이로크 소비에트 공화국
- 유럽의 분리 운동 지역 목록

### 인용주
1. ↑  Romanized from Russian as Lugansk People's Republic.
2. Romanized from Russian as Lugansk People's Republic.
3. Romanized from Russian as Lugansk People's Republic.
4. ↑  수치는 2022년에 시작된 러시아의 우크라이나 침공 이전의 것이다. 당시 LPR 통제 지역에만 거주하는 인구는 2,100,000명으로 추정되었다.